# Ditrysia
Los ditrisios (Ditrysia) son un clado de insectos  del orden Lepidoptera, sin rango taxonómico, que agrupa tanto mariposas diurnas (ropalóceros) como nocturnas (heteróceros). 
Su nombre deriva de que las hembras tienen dos aberturas sexuales: una para el apareamiento, y otra para poner los huevos. Cerca del 98 % de las especies de lepidópteros pertenece a Ditrysia.
Nota: Hedyloidea y Hesperioidea han sido incluidos en Papilionoidea, como familias: Hedylidae y Hesperiidae.

## Véase también

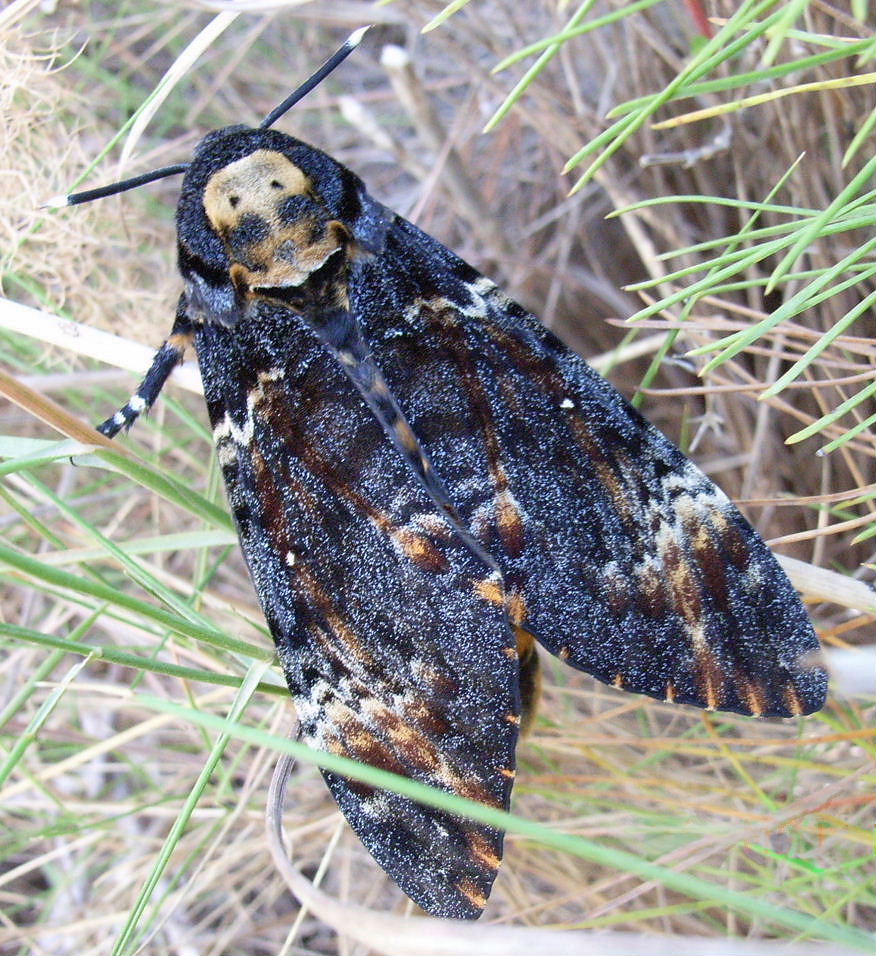
Acherontia atropos

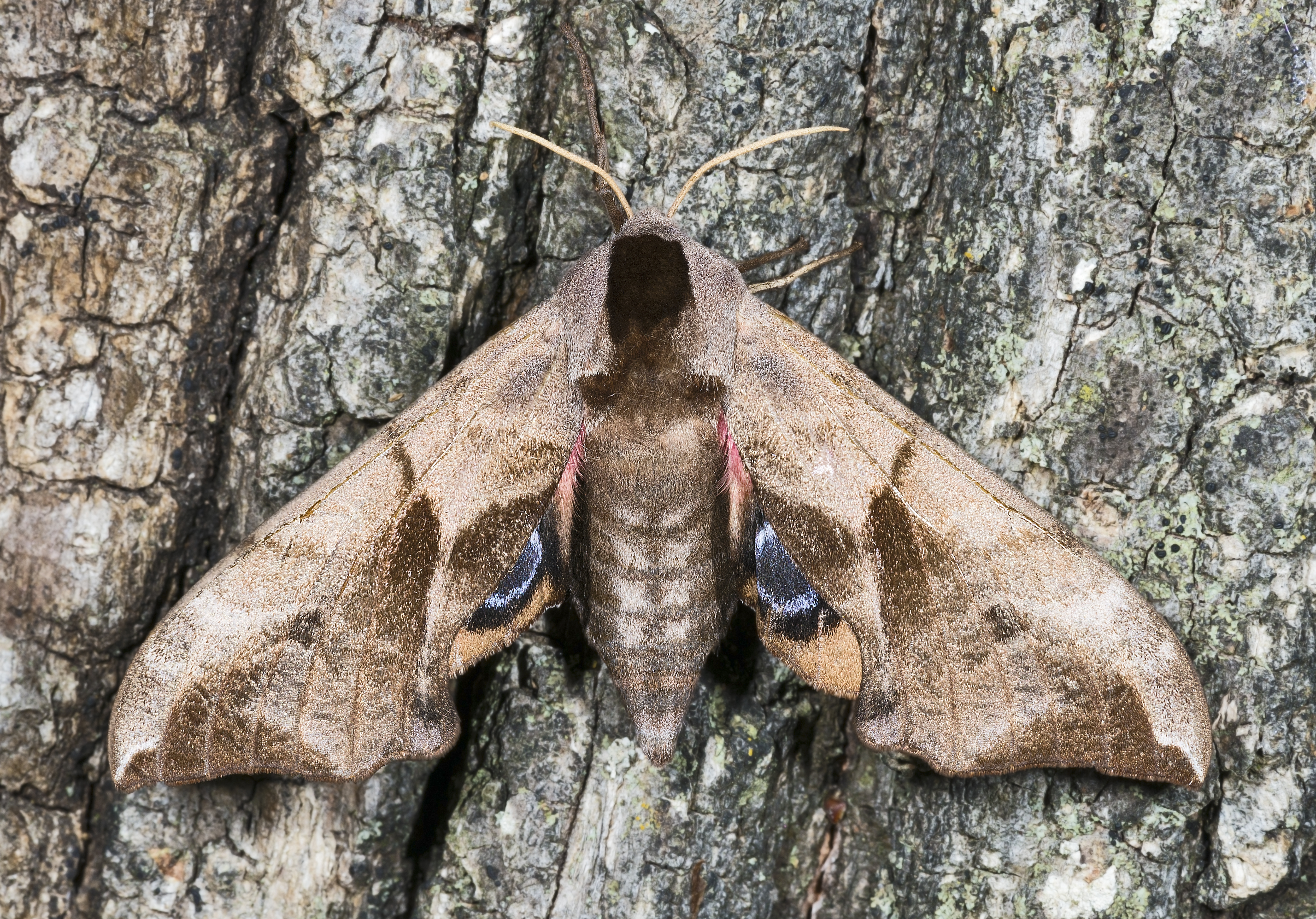
Smerinthus ocellatus